# Sebastian Rudy
Sebastian Rudy   (Villingen-Schwenningen, 28 de febrer de 1990) és un exfutbolista alemany que jugava com a centrecampista. Va ser internacional amb la selecció alemanya.

## Carrera

### Carrera en clubs
Rudy s'uní a l'acadèmia de jóvens del VfB Stuttgart en el 2003 i va començar la seua carrera futbolística sènior en el 2007 amb l'equip de reserves, jugant en la semi-professional Regionalliga Süd. Va fer el seu debut com a professional amb el mateix equip en la nova establerta 3. Liga el 2 d'agost del 2008 contra la Union Berlin.
Durant l'estiu del 2008, també va signar un contracte amb el primer equip del VfB Stuttgart, pel qual feu el seu debut competitiu en la primera ronda del DFB-Pokal el 10 d'agost del 2008 en una victòria fora de casa 5-0 contra el Hansa Lüneburg.
El 23 d'agost del 2010 va ser transferit al TSG 1899 Hoffenheim.

### Carrera internacional
És actualment membre de la selecció de futbol d'Alemanya sub-21.

## Vida personal
El nom del seu pare és Claude. Sebastian Rudy té tres germans i una germana.

## Palmarès
FC Bayern de Múnic
- 1 Lliga alemanya: 2017-18.
- 2 Supercopa alemanya: 2017, 2018.

Selecció Alemanya
- 1 Copa Confederacions: 2017.